# 간종우
Kan Jong-woo 간종우(1982년 4월 11일 ~ )는 대한민국의 작사가겸 가수로, 2010년, “OST의 황태자” 로 잘 알려진 쌍둥이 동생 가수 간종욱과 결성한 2인조 보컬 그룹 제이투의 멤버이며 본관은 가평이다. 그는 60곡 이상 작사를 했는데, 압구정백야, 오로라 공주 (드라마), 로열 패밀리 (드라마), 글로리아 (드라마), 분홍립스틱, 애정만만세등 드라마 ost작사가로 두각을 나타내며 활약하고 있다.

## 음반 활동

### 가수로서 음반활동
- 2010.07.01 행방불명 (Missing)[4]
- 2010.12.24 닮은여자
- 2011.10.21 사랑아 눈물아 애정만만세 ost
- 2015. 5.20 잘먹고 잘살아[5]
- 2015. 10.13 괜찮아 눈물아[6],[7]

### 작사가로서 음반활동
- 2017 간종욱-평범한 이별
- 2015 간종욱 - 죽을만큼 그립고 아파도
- 2015 간종욱 - 괜찮아 눈물아 (With 간종우)
- 2015 간종욱 - 잘먹고 잘살아 (With 간종우)
- 2015 MBC 압구정백야 OST - 내 사랑아
- 2013 MBC 오로라 공주 (드라마) OST - 살고 싶어
- 2013 MBC 오로라 공주 (드라마) OST - 돌아보지마
- 2013 MBC 오로라 공주 (드라마) OST- 내 곁에 있어줘
- 2013 MBC 오로라 공주 (드라마) OST - 좋아좋아
- 2013 간종욱 - 살아가
- 2013 간종욱 - 멍청아
- 2012 SBS 드라마 맛있는 인생 OST - 영혼보다 사랑해
- 2011 간종욱 - 돌파구
- 2011 간종욱 - 하루가 지나도
- 2011 MBC 애정만만세 OST - 기억해줘요
- 2011 MBC 애정만만세 OST - 사랑아 눈물아
- 2011 MBC 애정만만세 OST - 갈팡질팡
- 2011 MBC 로열 패밀리 (드라마) OST - 소나기
- 2011 MBC 로열 패밀리 (드라마) OST - 지나간 바람처럼
- 2011 MBC 로열 패밀리 (드라마) OST - 시간을 되돌린다면
- 2011 MBC 로열 패밀리 (드라마) OST - 눈물
- 2011 MBC 로열 패밀리 (드라마) OST - Don't cry
- 2011 간종욱 - 십년도 모자라
- 2010 제이투 - 못하게...
- 2010 제이투 - 닮은 여자
- 2010 MBC 드라마 주홍글씨 OST - 슬픈바램
- 2010 간종욱 - B.O.Y
- 2010 MBC 글로리아 (드라마) OST - 괜찮아요
- 2010 MBC 글로리아 (드라마) OST - 일년 뒤에도
- 2010 MBC 글로리아 (드라마) OST - 빈털터리
- 2010 MBC 글로리아 (드라마)OST - 글로리아
- 2010 제이투 - 행방불명
- 2010 MBC 분홍립스틱 OST - 다신 너를
- 2010 MBC 분홍립스틱 OST - 검은눈물
- 2010 MBC 분홍립스틱 OST - 깊은한숨
- 2009 OCN 조선추리활극 정약용 OST - 아니래
- 2009 OCN 조선추리활극 정약용 OST - 노을
- 2009 OCN 조선추리활극 정약용 OST - 웃었어
- 2009 OCN 조선추리활극 정약용 OST - 진실
- 2009 MBC 드라마 보석비빔밥 OST - 보석같은 너
- 2009 SBS 드라마 드림 OST - 눈물을 삼켜
- 2009 간종욱 – 이별남녀[8]